# Рамсгит

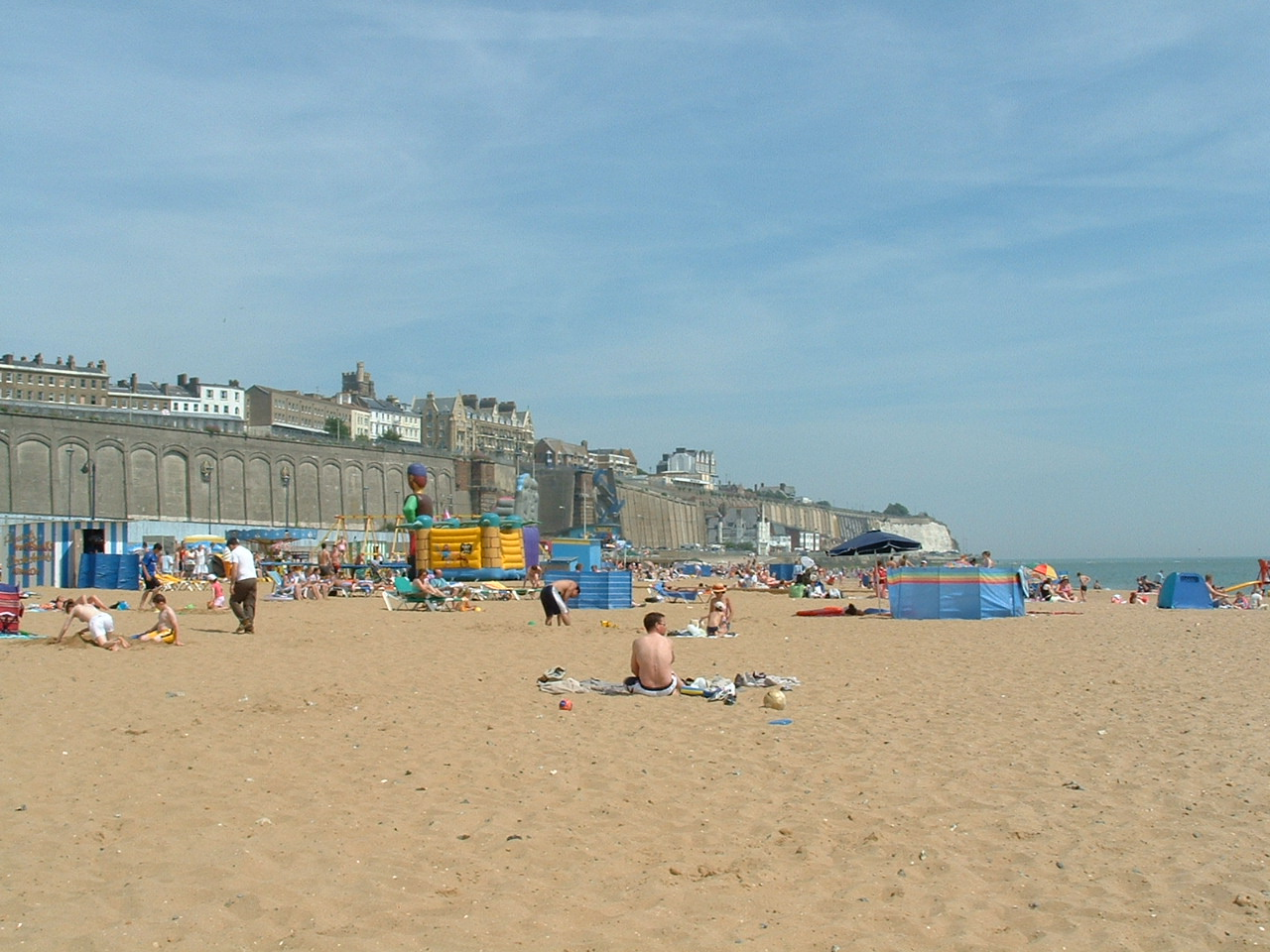

Ра́мсгит (англ. Ramsgate) — город в графстве Кент Великобритании, входит в состав района Танет.

## География
Город-порт Рамсгит находится в восточной части графства Кент, на берегу Северного моря.  Между портом Рамсгит и бельгийским портом Остенде налажено паромное сообщение. Вдоль побережья Рамсгита тянутся песчаные пляжи. Численность населения города составляет 37.967 человек (на 2001 год). Основу экономики города составляют рыболовство и туризм.

## История
Согласно преданию, поселение Рамсгит было основано высадившимися тут в V веке англо-саксонскими вождями Хенгистом и Хорсой. В 597 году сюда прибыл из Рима христианский миссионер святой Августин. Ещё в Средневековье Рамсгит вступил в союз Пяти портов (Cinque Ports). В 1749 году была начата грандиозная перестройка и реконструкция порта и гавани Рамсгит, длившаяся более 100 лет (закончена в 1851 году). Большую военную роль порт сыграл во время наполеоновских войн и при Дюнкеркской эвакуации 1940 года.
В Рамсгите многие годы проживал известный еврейский филантроп Мозес Монтефиоре.

## Города-партнёры
- Конфлан-Сент-Онорин, Франция
- Шиме, Бельгия
- Фредерикссунн (коммуна), Дания